# 光明山古墳

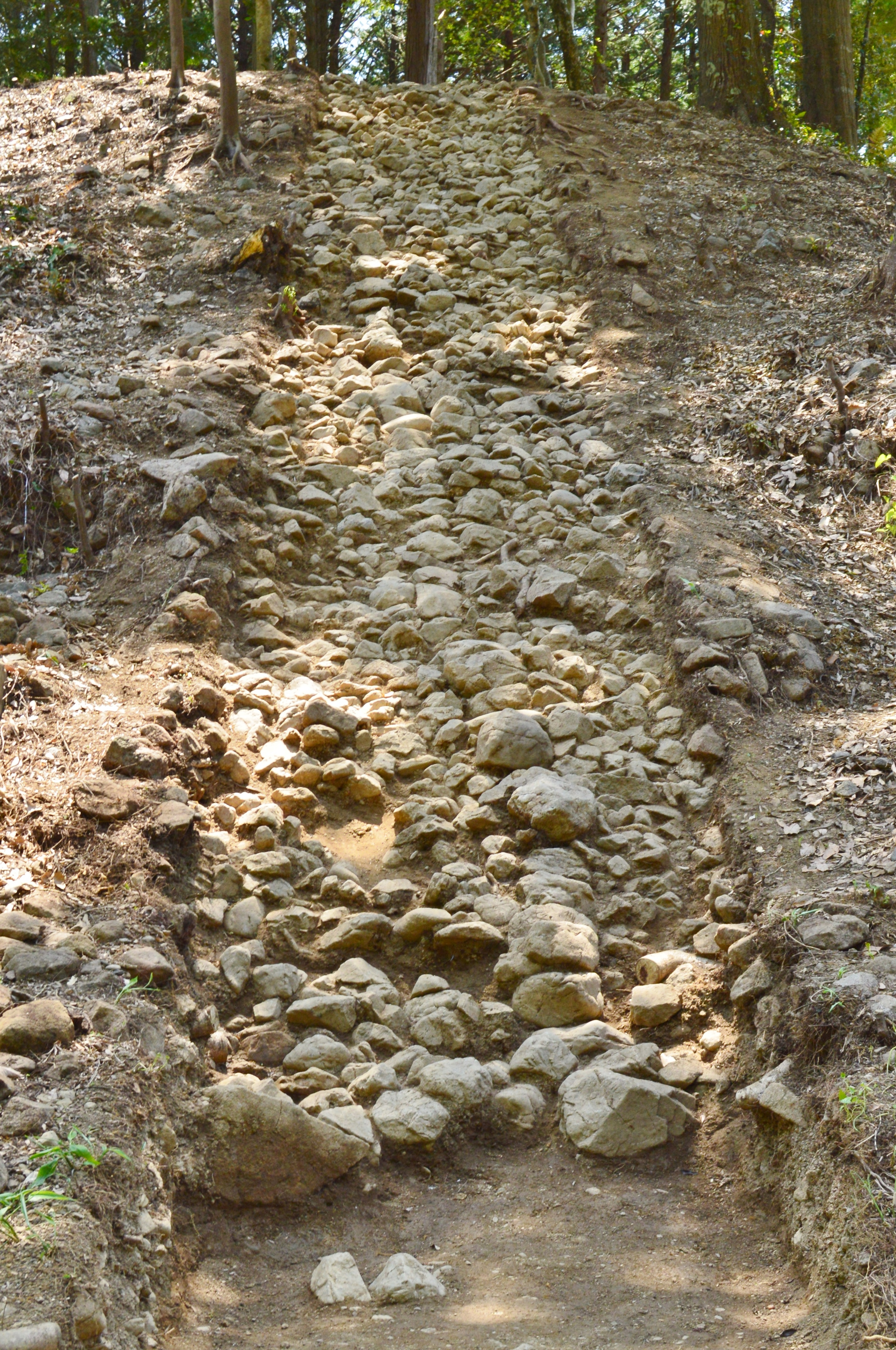
後円部墳丘 葺石中央に葺石区画帯。2018年調査時。

光明山古墳（こうみょうさんこふん）は、静岡県浜松市天竜区山東にある古墳。形状は前方後円墳。光明山古墳群を構成する古墳の1つ。国の史跡に指定されている。

## 概要
静岡県西部、天竜川平野最奥部の舌状丘陵の先端部に築造された古墳である。南側には光明山2号墳（直径33メートルの造出付円墳、現在は消滅）があり、同墳と合わせて光明山古墳群と総称される。古墳名の「光明山」は古墳北側の光明寺に由来する。2017-2018年度（平成29-30年度）に発掘調査が実施されている。
墳形は前方後円形で、前方部を南方に向ける。墳丘は2段築成。墳丘長は83メートルを測り、浜松市内では最大規模になる。墳丘表面では葺石・埴輪が検出されている。埋葬施設は未調査のため明らかでない。築造時期は古墳時代中期の5世紀中葉頃と推定され、当該時期としては静岡県内で最大規模の古墳とされる。
古墳域は2020年（令和2年）に国の史跡に指定されている。

## 遺跡歴
- 1931年（昭和6年）、明鏡山光明寺が焼失に伴い光明山山頂から現在地に移建[4]。
- 1939年（昭和14年）、古墳として発見[1]。
- 1955年（昭和30年）2月25日、静岡県指定史跡に指定[5]。
- 2015年（平成27年）、東側くびれ部の発掘調査[2]。
- 2017-2018年度（平成29-30年度）、発掘調査（浜松市文化財課）。
- 2019年度（令和元年度）、航空レーザー測量（浜松市文化財課・株式会社フジヤマ）。
- 2020年（令和2年）3月10日、国の史跡に指定[3]。

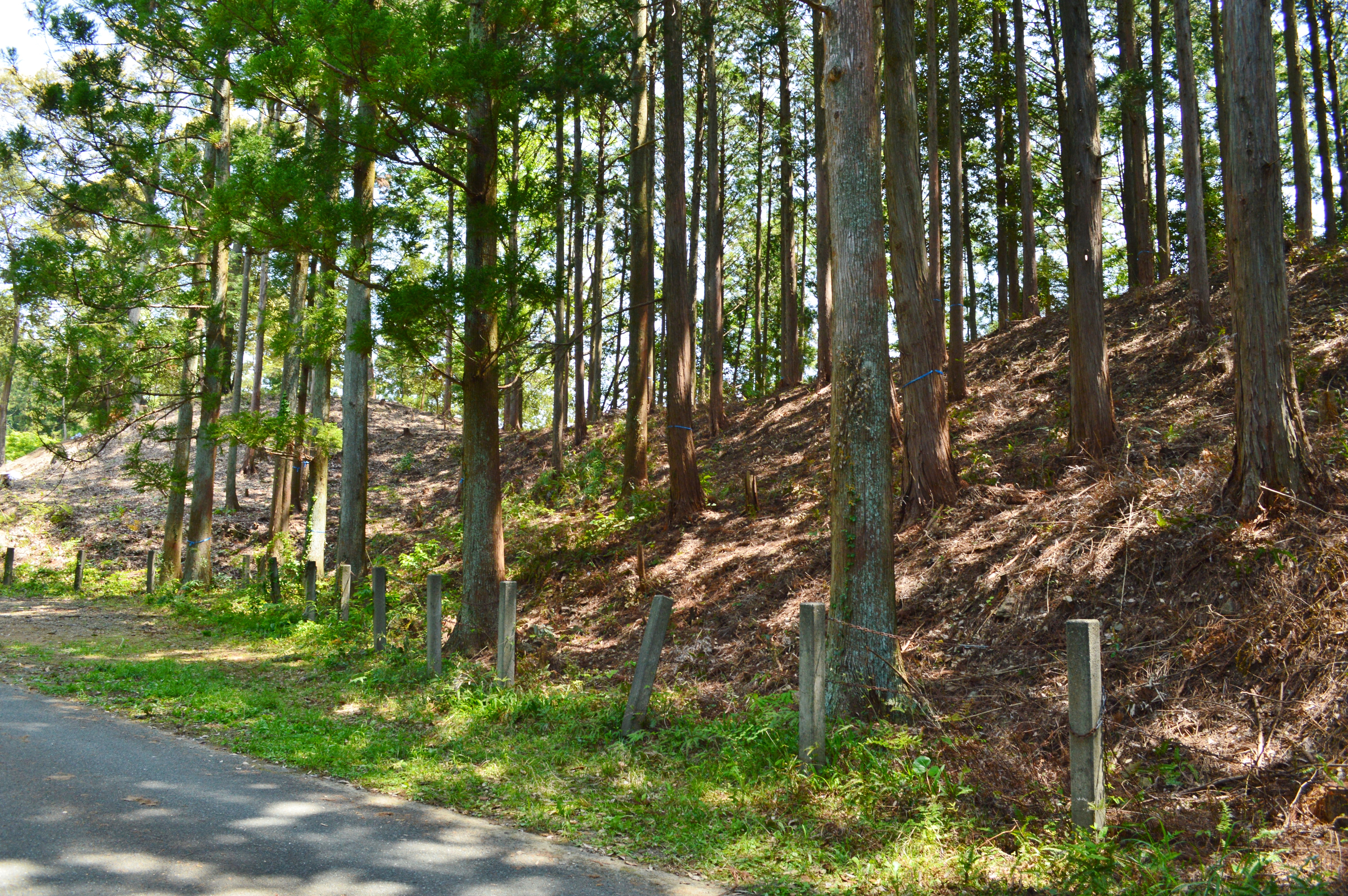
墳丘 右に前方部、左奥に後円部。
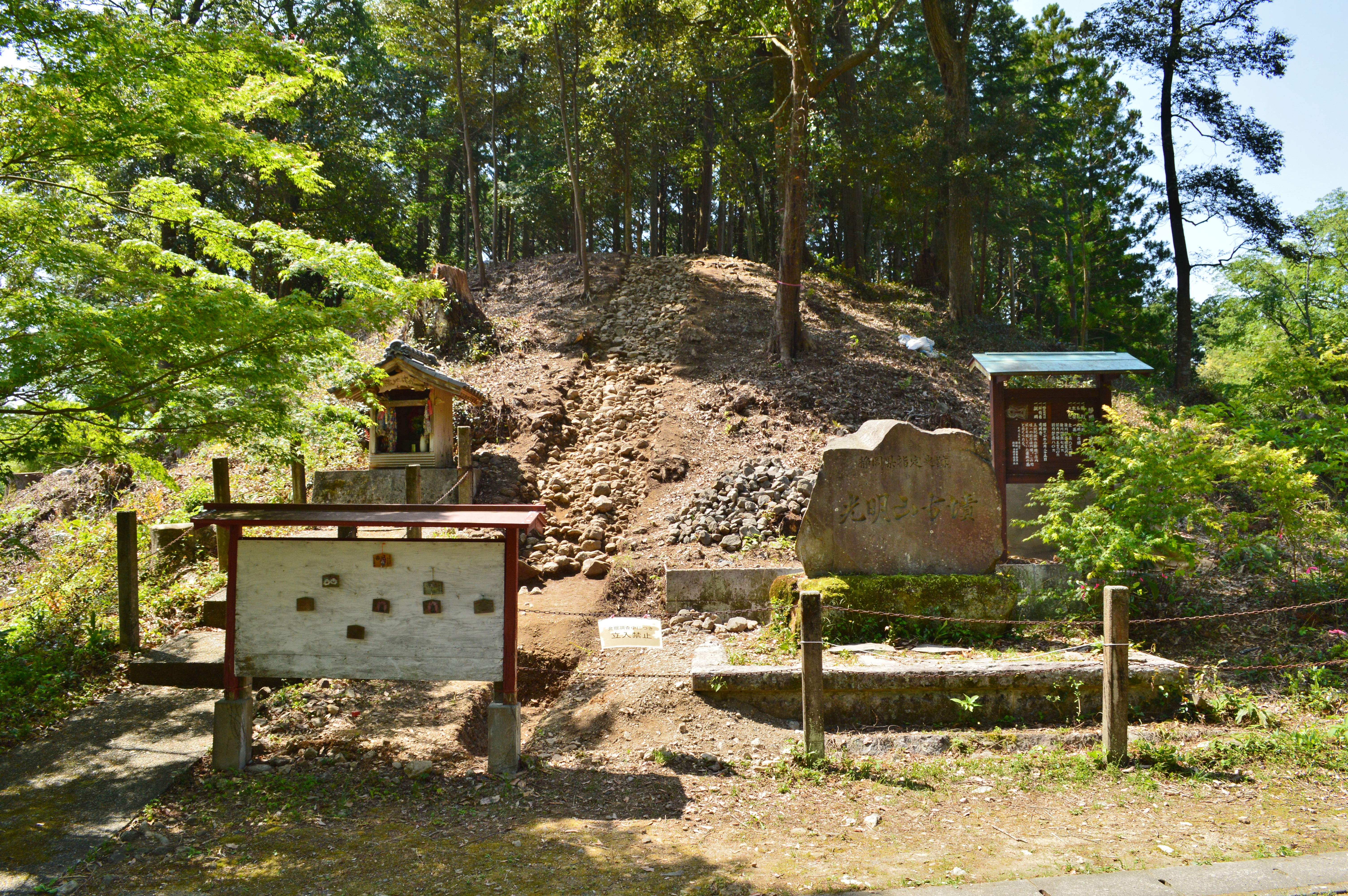
後円部墳丘
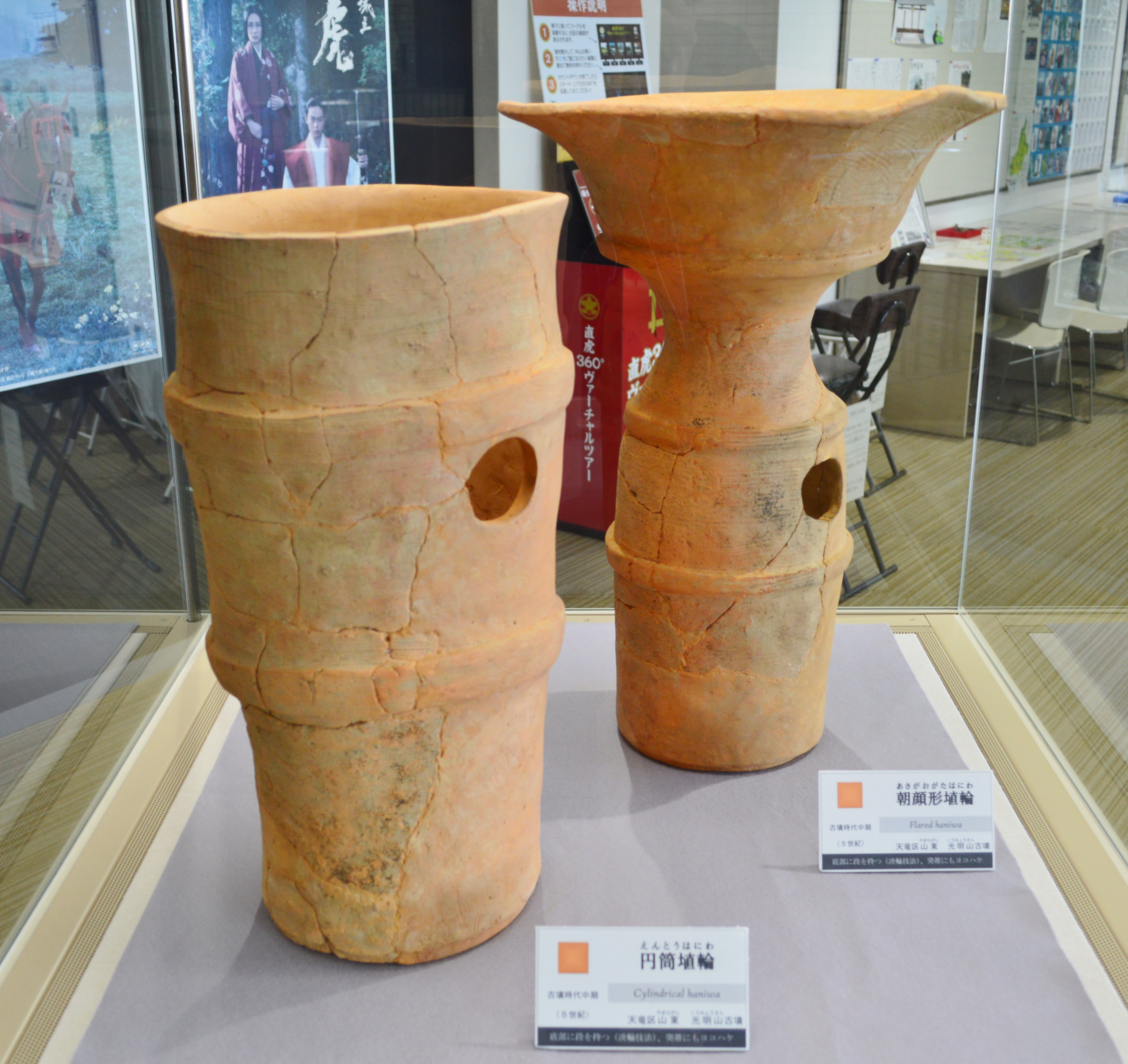
円筒埴輪・朝顔形埴輪 浜松市地域遺産センター展示。

## 文化財

### 国の史跡
- 光明山古墳 - 2020年（令和2年）3月10日指定[6][3]。

## 関連文献
（記事執筆に使用していない関連文献）
- 関西大学文学部考古学研究室製作 編『静岡県天竜市山東所在光明山古墳測量図』静岡県教育委員会、1996年。
- 浜松市文化財課編 編『光明山古墳』浜松市教育委員会、2019年。
- 『国史跡 光明山古墳（浜松の文化財1）』浜松市文化財課、2021年。 - リンクは奈良文化財研究所「全国遺跡報告総覧」。